# 東御市立東部中学校
東御市立東部中学校（とうみしりつ とうぶちゅうがっこう、英: Tobu Junior High School）は長野県東御市常田にある市立中学校。

## 概要
東御市の中心部、長野県の東部に位置する。2004年（平成16年）4月1日の市町村合併に伴い、東部町立から東御市立に移行した。
学区は東御市の中心部である田中地区・滋野地区・和地区・祢津地区など旧東部町の全域にわたるため、学校から遠い地域があり、一部の児童・生徒はバスにより通学している。
生徒数が772人
と、長野県内でも、最大級の生徒数であり、
同市の北御牧中学校と比べても、比べものにならないほど生徒数が多い。

## 沿革
- 1961年（昭和36年）4月1日 - 東部町立東部中学校開校。
- 1964年（昭和39年）3月18日 - 統合中学校が開校。
- 2004年（平成16年）4月1日 - 東御市立東部中学校と改称。

## 主な学校行事
- 4月 - 入学式 生徒会入会式 修学旅行（三年生）
- 5月 - 部活動発足会 一学期中間テスト
- 6月 - 一学期末テスト
- 7月 - キャンプ（一年生）登山（二年生）
- 9月 - 学芸発表会
- 10月 - クラスマッチ 二学期中間テスト
- 11月 - 二学期期末テスト
- 12月 - 生徒会選挙
- 1月 - スキー教室（一年生）
- 2月 - 三学期末テスト
- 3月 - 三年生を送る会 卒業証書授与式

## 交通
- しなの鉄道線田中駅徒歩10分、「東部中学校前」バス停徒歩2分

## 場所
- 〒389-0515 長野県東御市常田300番地2

## 施設
生徒数が多く、校舎を新築したため、学校の施設が中庭を囲むような形に作られている。一部の教室にはエアコン、3学年全ての教室に天井に扇風機が設置されている。太陽光発電施設、さらにはエレベーターなど、いろいろな設備が付いており、近代的な施設が整備されている。

## 学校周辺
- 東部湯の丸IC
- 東御中央公園
- 長野県道81号丸子東部インター線
- 東御市文化会館サンテラスホール
- 東御市民病院